# Acacia salicina
Espèce
Acacia salicina est une espèce de plantes à fleurs de la famille des Fabaceae. C'est un arbuste ou un arbre originaire de l’est de l’Australie.

## Description
C'est un arbuste ou un arbre à feuilles persistantes de 3 à 20 m de haut. Il a une durée de vie d'environ 10 à 15 ans. Dans l'hémisphère nord, Acacia salicina fleurit principalement de janvier à octobre et les gousses sont souvent visibles d'avril à juillet. Les graines sont brillantes, noires et ont un appendice cramoisi comme arille. Acacia salicina est proche d' Acacia ligulata et d' Acacia bivenosa.

## Répartition
La moyenne annuelle des précipitations de son habitat est de 375 à 550 mm, mais on peut le trouver dans les zones au-delà de 1 500 mm de précipitations par an dans le nord du Queensland et en dessous de 100 mm annuels dans le centre de l'Australie. On le trouve à une altitude de 50 à 300 m au-dessus de la mer. Il pousse bien en plein soleil et tolère les gelées jusqu'à −7 °C.

## Synonymes
- Acacia salicina Lindl. var. typica Domin
- Acacia salicina Lindl. var. varians (Benth.) Benth.
- Acacia salix-tristis F. Muell.
- Acacia varians Benth.
- Racosperma salicinum (Lindl.) Pedley

## Composés chimiques produits
- (-)-7,8,3',4'-tetrahydroxyflavanone[2]
- 7,8,3',4'-tetrahydroxydihydroflavonol[2]
- 7,8,3',4'-tetrahydroxyflavonol[2]

## Photographies

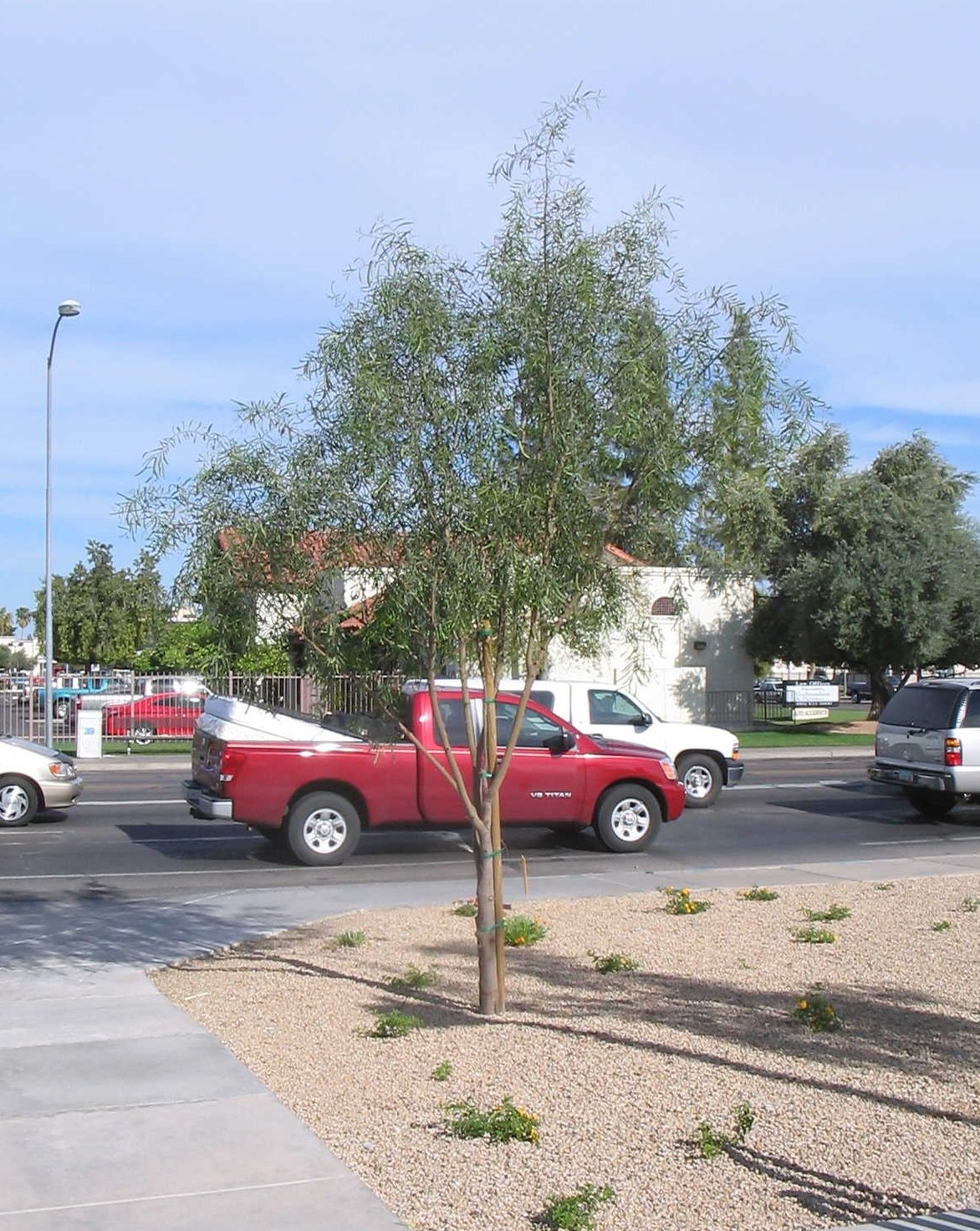
Arbre.
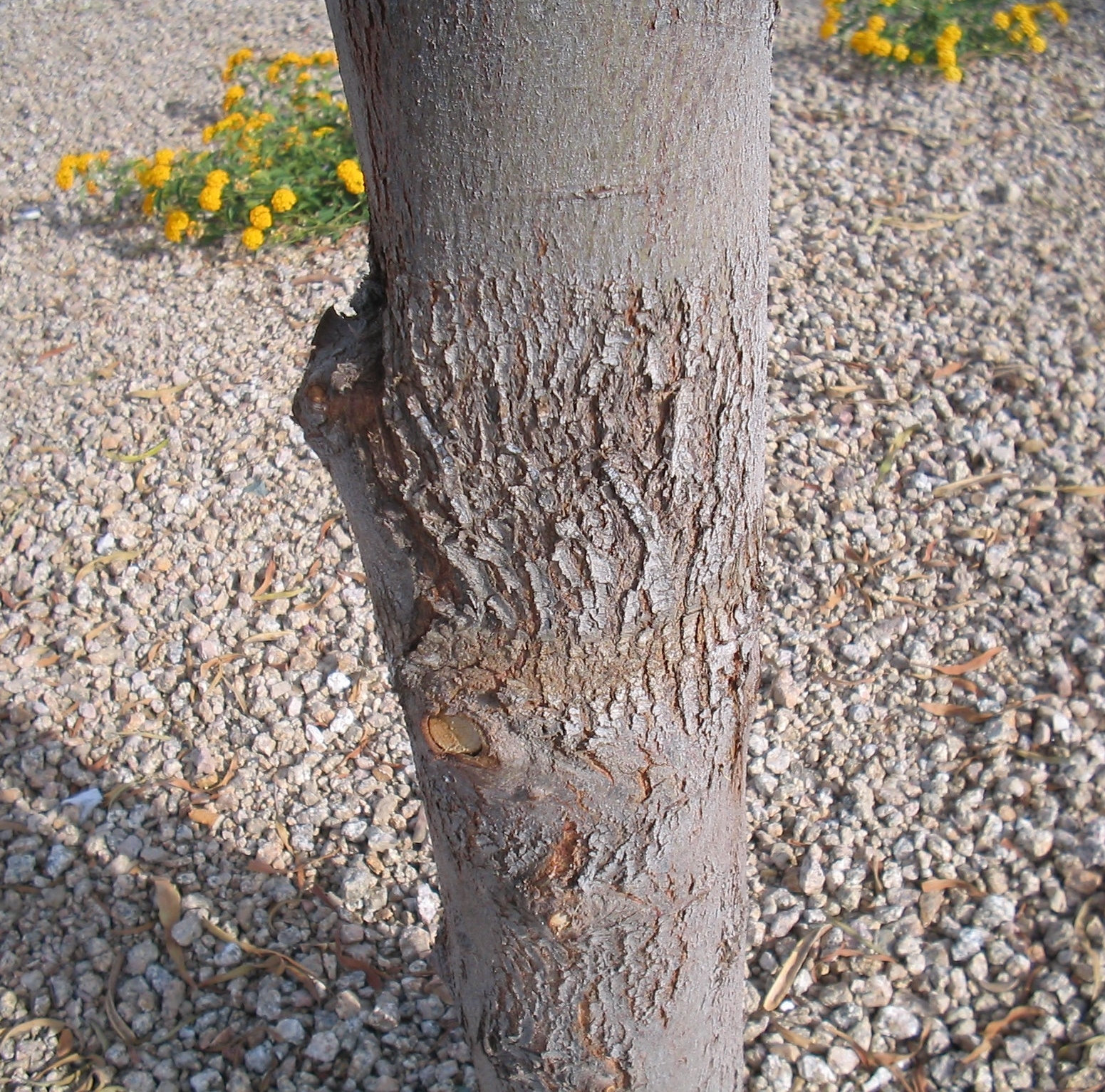
Écorce.
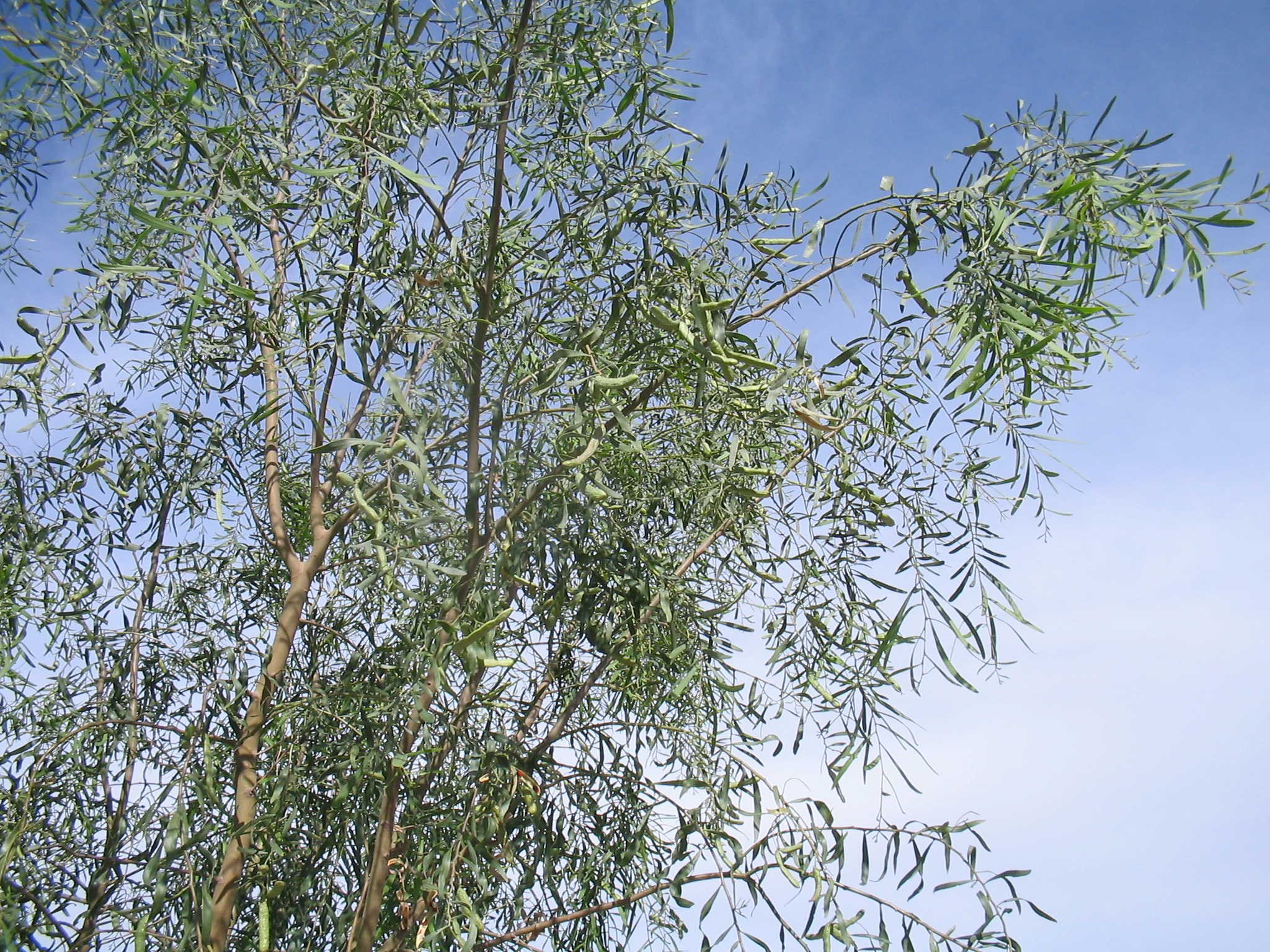
Branches avec gousses.